# Антон Махнич
Антон Махнич (словен. Anton Mahnič; Кобдиљ, 14. септембар 1850 — Загреб, 30. децембар 1920) био је словенски римокатолички бискуп, теолог и филозоф, оснивач и главни вођа хрватског католичког покрета.

## Биографија
Рођен је 14. септембра 1850. у Кобдиљу, у Горици и Градишки. Теолошке студије завршио је у Бечу, а затим је радио као свештеник и учитељ у Горици. Током овог периода, активно се укључио у словеначки политички живот, критикујући либералну католичку струју у оквиру Уједињене Словеније.
Године 1896. постао је епископ Крке. У свом бискупству покренуо је многа верска друштва, активности и започео католичко издавање, укључујући часопис за хришћанску филозофију Hrvatska straža. Основао је католичке студентске часописе и друштва широм Аустроугарске. Написао је многе чланке и радове из теолошког, филозофског, естетског и политичког подручја. Касније је Махнич покренуо друштво са својим недељним новинама Jutro. Ове групе католичких интелектуалаца, окупљене око ових листова, удружиле су се у хрватски католички покрет пре Првог светског рата. После рата Махнич је био прогоњен током италијанске окупације и отишао је у Загреб, где је и преминуо 30. децембра 1920.
Главни његов циљ био је одбрана и промовисање католичке вере и њених моралних принципа у хрватском јавном и друштвеном животу који су били угрожени либерализацијом и секуларизацијом. Такође му је било важно духовно и интелектуално образовање младих.